# Affaire Bac
Pour les articles homonymes, voir Bac.
L'affaire Bac est un fait divers français qui commence par la mort faute de soins le 24 février 1953 d'un bébé de huit mois, Danielle Bac, quatrième enfant de Ginette et Claude Bac. Ces derniers, un jeune couple d'ouvriers installés à Saint-Ouen, alors âgés de 25 ans, sont condamnés en 1954 par la cour d'assises du département de la Seine à sept ans de réclusion. Le tribunal leur reconnaît des circonstances atténuantes, les experts ayant souligné l'épuisement et les grossesses rapprochées d'une jeune mère légèrement handicapée. Ils sont emprisonnés.
Ce jugement est cassé pour vice de forme et les époux Bac sont jugés lors d'un nouveau procès devant la cour d'assises de Seine-et-Oise, à Versailles le 7 juillet 1955. La gynécologue Marie-Andrée Lagroua Weill-Hallé, qui lutte contre la loi de 1920 interdisant la propagande pour les méthodes anticonceptionnelles, vient témoigner en leur faveur. La peine des époux Bac est ramenée de sept à deux ans de prison, durée couverte par la période de détention déjà accomplie. Ils sortent libres du tribunal.
Ce fait divers est pour Marie-Andrée Lagroua Weill-Hallé une étape dans son combat pour la légalisation de la contraception en France. S'appuyant sur une campagne de presse animée par Jacques Derogy, elle fonde le 8 mars 1956 l'association la Maternité heureuse, qui prend ensuite le nom de Mouvement français pour le planning familial.

## Des gens ordinaires

### Familles populaires

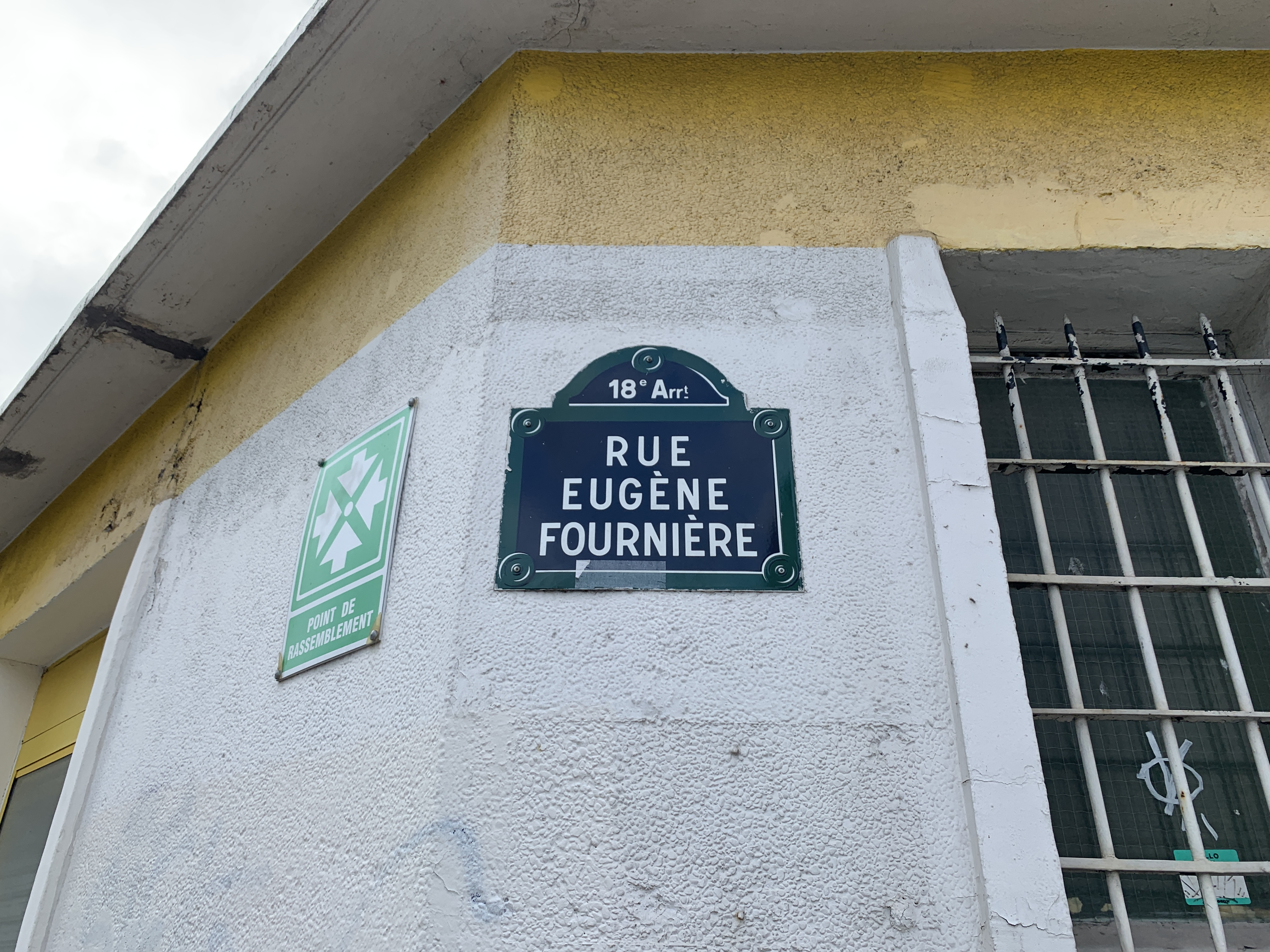
Rue Eugène-Fournière dans le 18e arrondissement de Paris, où habitent Jules et Léonie Bac.

Claude Bac est né le 19 février 1929 dans le 6e arrondissement de Paris. Il est le fils unique d'un couple qui divorce quelques années après sa naissance, en 1934. Sa mère, Andrée Michel, quitte le domicile familial, laissant Claude à son père, Jules Bac. En 1936, celui-ci se remarie avec Léonie Boullier, veuve avec un fils légèrement plus âgé que Claude. Cette famille recomposée a la chance d'obtenir un logement social, dans une habitation à bon marché du 18e arrondissement de Paris, rue Eugène-Fournière, au no 1. Jules et Léonie y tiennent une épicerie. Claude prend l'habitude d'appeler Léonie sa mère. Après l'école communale et le cours complémentaire, Claude, qui réussit son certificat d'études, fait un apprentissage de mécanicien. Considéré comme un garçon sobre et travailleur, il est embauché dans une entreprise de maçonnerie. Il n'a pas d'engagement associatif, syndical ou politique.
Ginette Herbet, née le 26 novembre 1929, est aussi enfant unique. Son père, Raymond Herbet, tourneur puis employé de bureau est condamné en 1929, pendant la grossesse de sa femme, à quatorze mois de prison pour « entraînement de militaires à la désobéissance », sans qu'on en sache plus. Germaine Malvêtu, son épouse, est pendant vingt ans soudeuse dans une usine de Saint-Ouen, où elle est atteinte de saturnisme. La naissance de Ginette est difficile et cette dernière en garde des séquelles : un bras paralysé, qu'elle ne peut lever, et une main déformée. Les parents de Ginette divorcent en 1935. Sa mère, Germaine, vit en concubinage à Saint-Ouen, 47 rue Gambetta. Elle confie la petite Ginette à sa propre mère, Angèle Lequenne — divorcée d'Henri Malvêtu — qui vit aussi à Saint-Ouen, 1 rue de la Gaîté. Ginette enfant semble avoir eu une tendance à la dépression. À 15 ans, Ginette est embauchée dans une pharmacie, également à Saint-Ouen.

### Un jeune couple et ses enfants

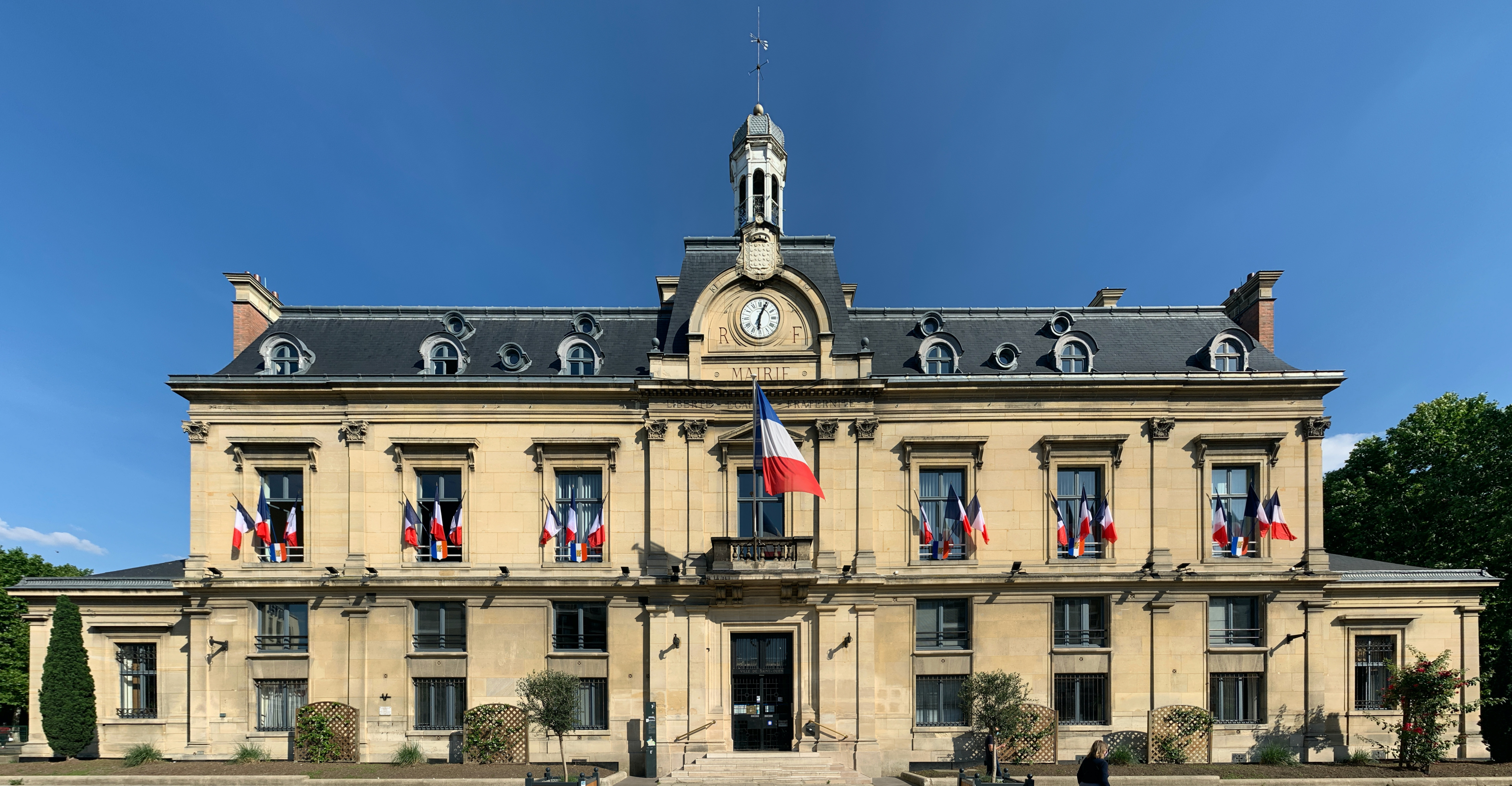
Hôtel de ville de Saint-Ouen, où Claude Bac et Ginette Herbet se marient le 3 avril 1948.

C'est à Saint-Ouen, alors une banlieue ouvrière en pleine urbanisation, que Claude Bac et Ginette Herbet se rencontrent. Ginette est enceinte quand ils se marient à la mairie de Saint-Ouen le 3 avril 1948. Comme ils sont tous deux mineurs, Germaine Malvêtu et les parents de Claude, Jules Bac et Andrée Michel sont présents, ainsi que la loi l'exige dans ce cas.
Le jeune couple s'installe dans l'appartement où vivait Angèle, la grand-mère de Ginette et dans lequel Ginette a été élevée, 1 rue de la Gaîté à Saint-Ouen. Ginette et Claude sont insérés dans un dense tissu relationnel composé de leurs parents dont ils sont proches et qui habitent à quelques rues et de quelques amis de leur âge. Un des oncles de Ginette, Henri Malvêtu, est marié en secondes noces à Eugénie Martz, toujours appelée dans les sources Madame Henri Malvêtu. Ils sont très attentionnés envers leur nièce.

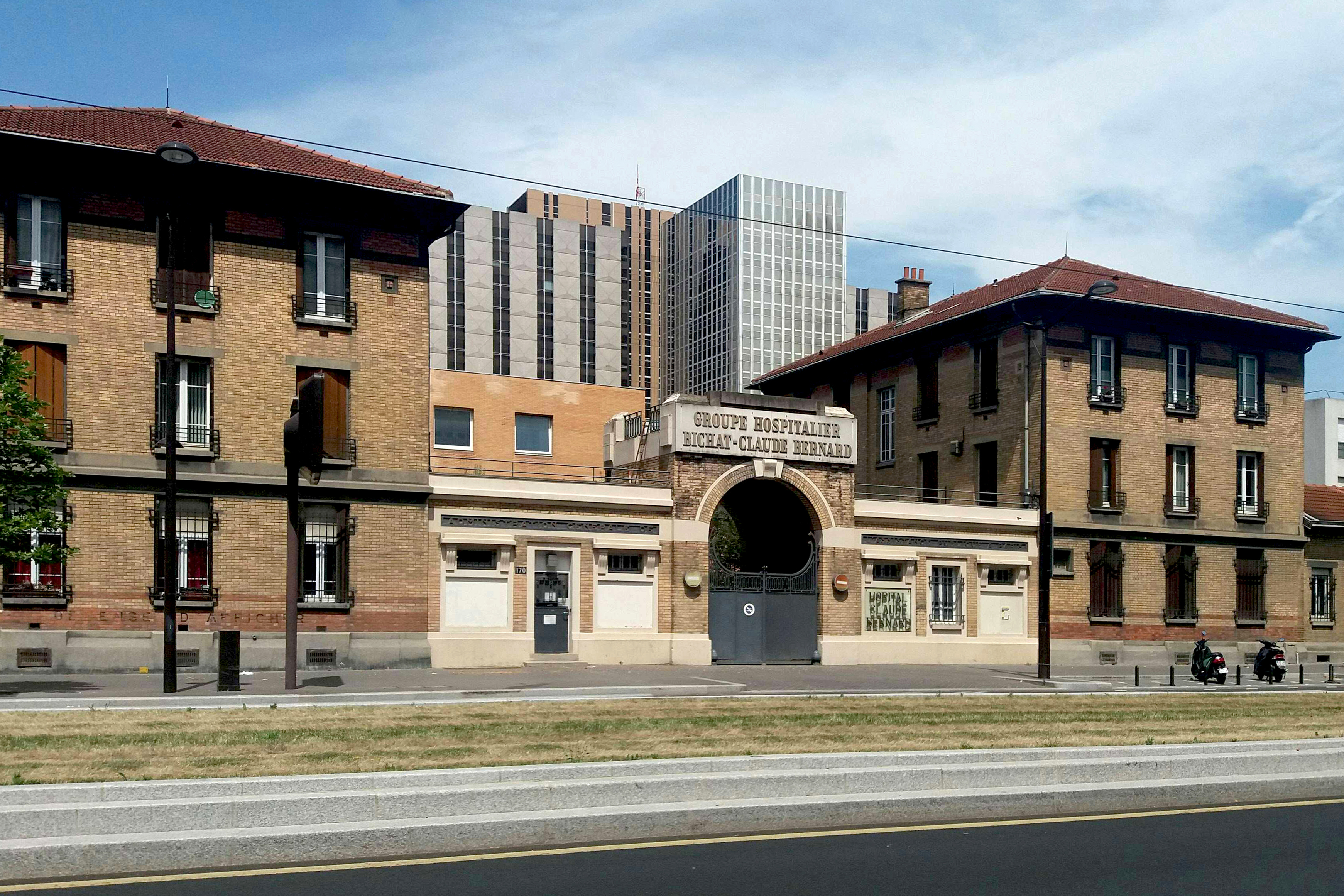
L'hôpital Bichat, où Ginette Bac accouche de ses quatre premiers enfants.

Le premier enfant de Claude et Ginette, Christian, naît le 23 septembre 1948. Il est suivi, quinze mois plus tard, de Jacques, né le 15 novembre 1949. Ginette accouche de ses premiers enfants et des suivants à la maternité de l'hôpital Bichat, tout proche. Elle est suivie par la PMI de Saint-Ouen, municipalité communiste, préoccupée par les questions d'enfance malheureuse, et la famille a droit à des allocations familiales. Ginette s'occupe de ses deux garçons, qu'elle promène dans le quartier. Claude est exempté du service militaire parce qu'il est père de deux enfants.
Le troisième enfant est une fille, Solange, née le 12 mai 1951. Sa grossesse fatigue beaucoup Ginette, qui a alors des difficultés à s'occuper des deux aînés et les confie souvent à sa mère. Après la naissance de Solange, la troisième pièce du logement devient de plus en plus un débarras dans lequel s'entassent les couches sales. Sa porte est finalement condamnée par un buffet. En février 1952, les grands-parents découvrent la saleté du logement et en font violemment le reproche à Ginette. Jules et Léonie Bac prennent un temps Solange chez eux. Germaine Malvêtu se rend de moins en moins souvent chez Ginette et Claude.

## Fait divers

### Mort de Danielle
La quatrième grossesse est une catastrophe pour le jeune couple, qui se dispute beaucoup. Claude travaille de plus en plus pour gagner suffisamment d'argent, délaisse Ginette, leur appartement sale et a une liaison, jusqu'à ce que sa mère Léonie exige qu'il la rompe et nettoie le logement envahi de puces.
Danielle naît à terme le 3 juillet 1952. Comme sa mère, elle est handicapée du bras droit, la main tournée vers l'intérieur, peut-être à la suite d'un traumatisme obstétrical. Ginette met donc au monde une enfant non désirée atteinte du même handicap qu'elle. Après l'accouchement, elle sombre dans la dépression. Léonie fait appel à l'une de ses amies assistante sociale, qui trouve l'appartement très sale. Claude le nettoie et les services sociaux constatent une amélioration, mais celle-ci est passagère. Claude est accaparé par son travail et Ginette n'arrive pas à accomplir toutes les tâches nécessaires pour s'occuper de quatre enfants en bas âge. Le linge sale s'accumule, Ginette en achète du neuf plutôt que de le laver et accumule les dettes dans les magasins, remboursées en partie quand arrivent les allocations familiales.
En octobre 1952, Léonie s'inquiète de l'état de santé de Danielle. Ginette la rassure en évoquant un traitement médical. En fait, malgré une consultation à l'hôpital Bretonneau, Ginette ne fait pas suivre de traitement à sa fille, parce qu'elle n'a personne pour s'occuper des trois autres pendant ce temps. En décembre 1952, une assistance sociale échoue à visiter le logement, Ginette ne lui ouvrant pas. Elle revient le 13 janvier 1953, sans constater de situation anormale à ses yeux, mais sans avoir vu la petite dernière. Au début de l'année 1953, Ginette constate qu'elle est à nouveau enceinte. Elle ne nourrit plus suffisamment Danielle, ne la change plus que rarement et ne la baigne pas non plus. La peau de l'enfant s'abîme. Le 2 février 1953, Léonie constate la saleté de l'appartement et des enfants, la reproche à Ginette et à Claude et emmène Solange avec elle. Le lendemain ou le surlendemain, elle alerte les services sociaux, surtout à propos du bébé, mais elle n'est pas vraiment crue par les assistantes sociales, qui y voient essentiellement un conflit familial.
Le 24 février 1953 à 8 heures du matin, Ginette constate que la petite ne bouge plus. Affolée, elle court chercher une amie. Sans appeler le médecin ou les pompiers, elles vont déclarer le décès à la mairie de Saint-Ouen, puis préviennent Claude et Léonie. Le commissaire de police Georges Dauvergne arrive et constate le décès, mais aussi que l'enfant, qui a alors huit mois, est très maigre. C'est d'ailleurs lui qui le fait remarquer à Claude, qui semble-t-il n'avait pas vu depuis longtemps son bébé nu. Le médecin légiste note que l'enfant mesure 62 centimètres, relève sa maigreur et de « très nombreuses vésicules en voie de dessication », sans trace de violence.

### Emprisonnement et premier procès

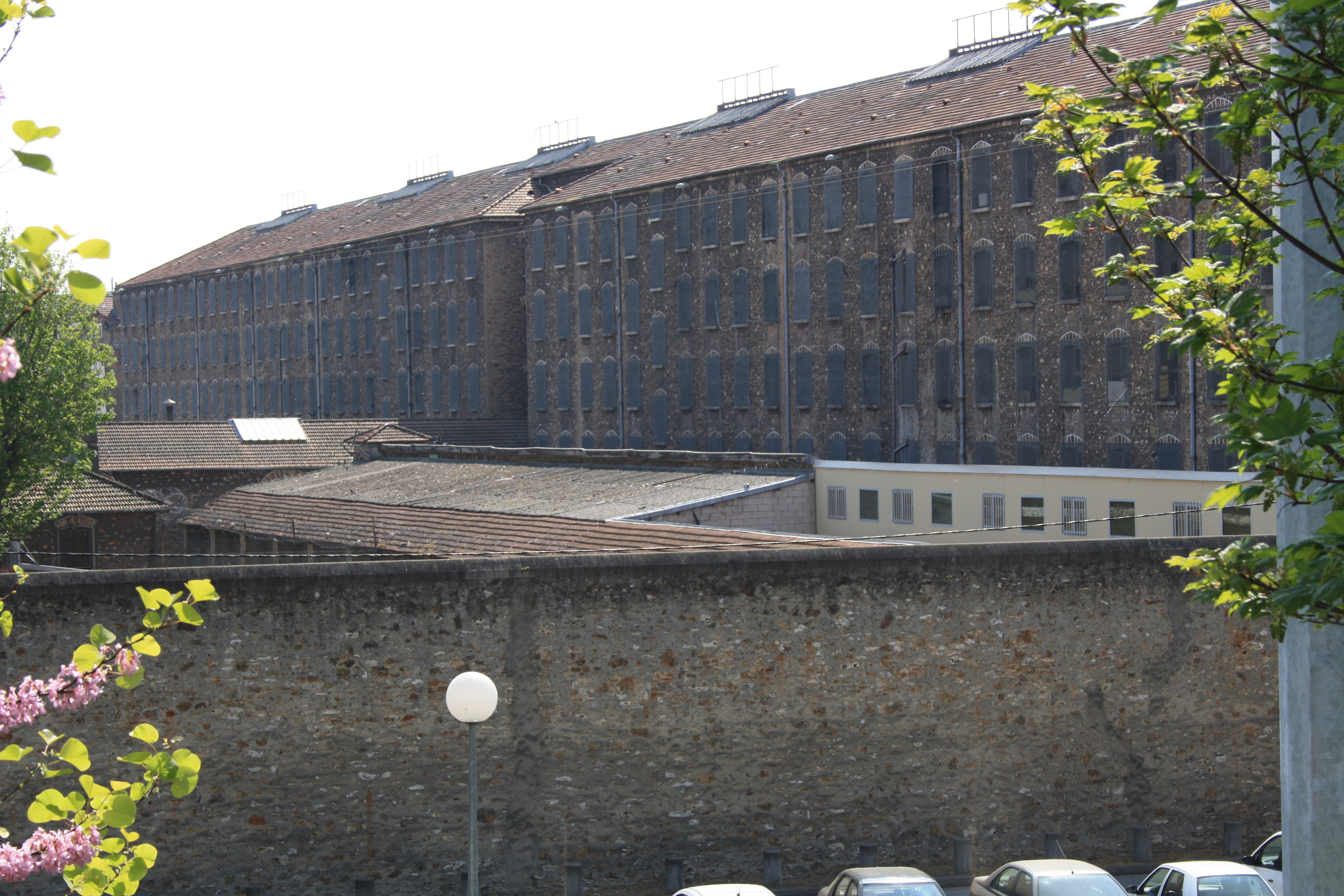
Centre pénitentiaire de Fresnes, où Claude et Ginette Bac sont incarcérés.

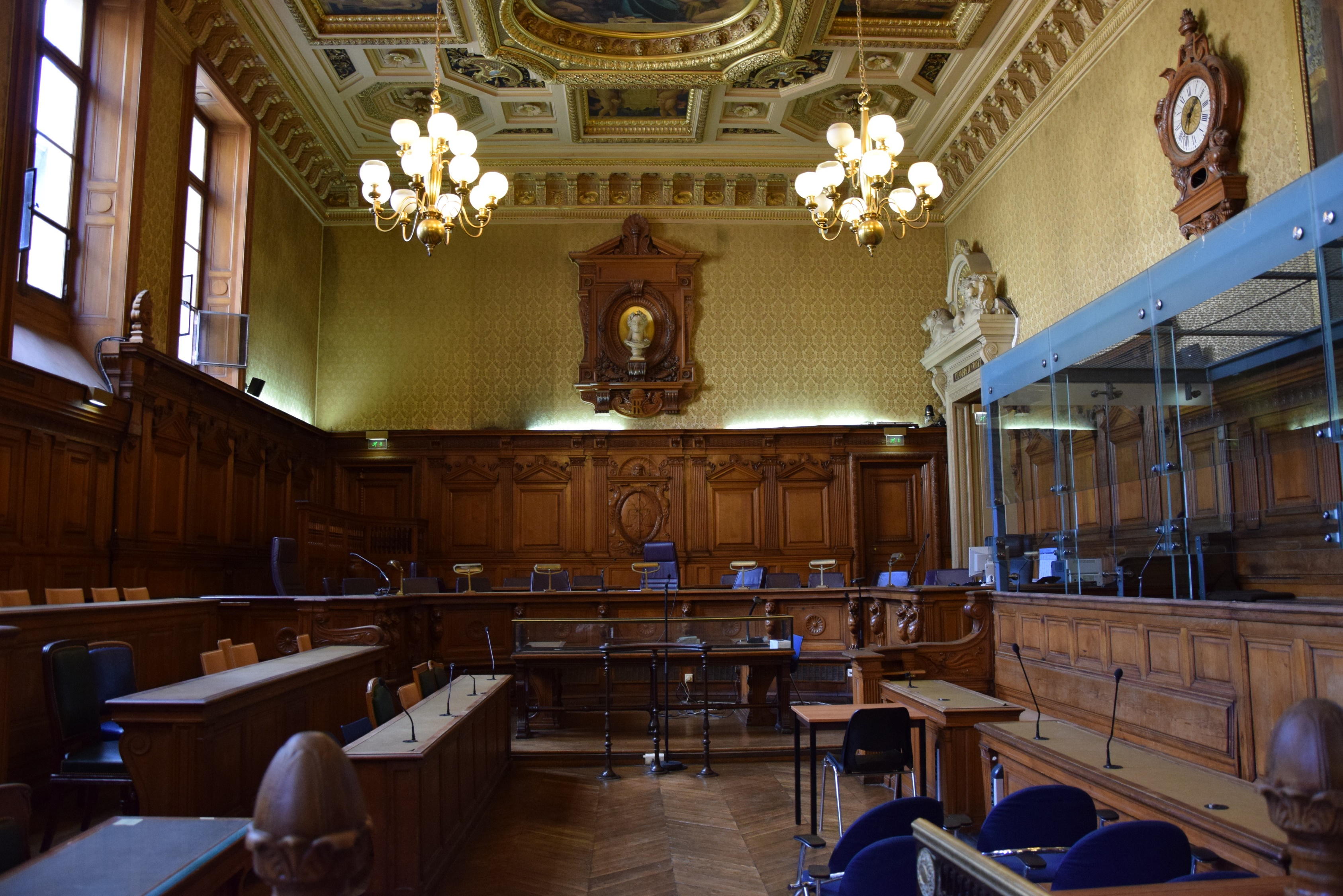
Cour d'assises de Paris, dans le Palais de justice, où a lieu le premier procès de Claude et Ginette Bac.

Le lendemain 25 février 1953, Claude et Ginette Bac sont arrêtés à leur domicile puis inculpés de « défaut de soins à enfants ». Leurs autres enfants sont pris en charge par la famille. Claude est incarcéré à la prison de Fresnes, Ginette à la prison pour femmes de La Petite Roquette, dans le 11e arrondissement de Paris.
Le 3 mars 1953, le juge d'instruction, J.-H. Bertin, commet d'office Odile Flory, jeune et brillante avocate de 25 ans, pour défendre Ginette Bac et Jacques Cammas pour défendre Claude Bac. Deux experts, Paul Gouriou, neuropsychiatre, et Léon Derobert, agrégé de médecine légale et adversaire de l'avortement, examinent Ginette, qui se plaint de fatigue due à sa grossesse. En désaccord sur le diagnostic, ils font appel à un troisième expert, Pierre Lantuejoul, professeur de clinique obstétricale. Le 14 mai 1953, les experts rendent leur rapport. Ils déplorent les grossesses rapprochées de Ginette, qu'ils jugent « légèrement débile » et exposent sa dépression due à ses grossesses, qui, selon eux, atténue « dans une large mesure » sa responsabilité dans les faits qui lui sont reprochés. Ces conclusions sont importantes pour alléger le verdict lors du procès.
Ensuite, Ginette Bac est transférée à la prison de Fresnes et mise à l'isolement dans l'infirmerie, où elle bénéficie d'un suivi médical. Le 11 septembre 1953, elle met au monde sans problème Claudine, qu'elle allaite ensuite, contrairement à Danielle. Le 30 novembre 1953, Ginette et sa fille passent de l'infirmerie à la pouponnière de la prison. Lors de l'instruction, les magistrats, malgré les interdits légaux frappant alors la contraception, reprochent à Claude les grossesses rapprochées de Ginette. Argumentant des soins prodigués par Ginette à son bébé et de la nécessité de réunir la famille, les avocats des époux Bac obtiennent leur libération provisoire, le 27 janvier 1954 pour Ginette et le 17 février pour Claude. Ils sont libres quelques mois, avant d'être réincarcérés peu avant le procès.
Claude et Ginette Bac sont jugés pour homicide non intentionnel par la cour d'assises du département de la Seine, les 4 et 5 juin 1954. Le jury est uniquement composé d'hommes. Les témoins qui comparaissent sont les mères des accusés, Germaine Malvêtu et Léonie Bac, Georges Dauvergne, le commissaire de police qui a arrêté le couple, les médecins experts qui ont examiné Ginette et affirment l'atténuation de responsabilité des accusés, de Ginette surtout, et deux assistantes sociales. Jules Bac n'est pas présent au procès de son fils. Il est en mauvaise santé, presque paralysé et meurt en février 1955 à Saint-Ouen. L'avocat général, Charles Raphaël, axe son réquisitoire sur la défense de la moralité familiale et requiert cinq ans de réclusion criminelle et non les travaux forcés. Les avocats, Odile Flory pour Ginette et Georges Baurain (qui a repris l'affaire à son stagiaire Jacques Cammas) pour Claude, plaident la carence des services sociaux et un drame de la misère et du manque d'information. Le jury reconnaît des circonstances atténuantes et condamne chacun des époux à la même peine, sept ans de réclusion criminelle. En plus, Claude est déchu de la puissance paternelle.
Cette affaire, un fait divers jugé banal, a des échos dans la presse, qui rapporte le procès et le verdict. L'Humanité, Libération, Le Parisien et L'Aurore en rendent compte en première ou en dernière page. Le Monde y consacre un petit article, titré : « Des parents indignes condamnés à la réclusion ». L'Aurore raconte l'histoire de la famille en commençant ainsi : « On attendait des bourreaux d'enfants. C'était inexact, mais aussi infiniment plus triste. » Le couple retourne en prison et les enfants reviennent sous la garde des grands-parents. Les deux avocats se pourvoient immédiatement en cassation pour vice de forme et obtiennent gain de cause : le jugement est cassé par un arrêt rendu le 15 mars 1955. C'est à ce moment que Ginette doit se séparer de la petite Claudine, parce que celle-ci a atteint l'âge de dix-huit mois. Ginette demande et obtient qu'elle soit confiée à sa tante Eugénie, épouse de Georges Malvêtu. Les services sociaux soulignent la sollicitude de ce couple envers Ginette.

## Combat pour la contraception

### Du fait divers au fait de société
Marie-Andrée Lagroua Weill-Hallé est une gynécologue catholique pratiquante, qui en 1944, sous l'occupation allemande, a épousé son directeur de thèse, Benjamin Weill-Hallé, pédiatre renommé, juif, de quarante ans son aîné. Elle découvre aux États-Unis en 1947 le contrôle des naissances et publie le 22 mars 1953, dans le journal professionnel La Semaine des hôpitaux fondé par son mari, un article en faveur de la contraception. Elle demande l'abolition de la loi de 1920 qui condamne la contraception, sans que cette prise de position rencontre un écho particulier. Poursuivant son combat, elle donne une communication à l'Académie des sciences morales et politiques en mars 1955,. Elle y évoque le développement de la puériculture, dans laquelle son mari a joué un rôle important, puis le contrôle des naissances, s'appuyant sur le cas des époux Bac. L'analyse de leur histoire recouvre presque la moitié de sa communication,,,. Elle en a eu connaissance par la presse et a pris contact avec l'avocate de Ginette Bac, Odile Flory. Cette conférence, écoutée par des hommes influents, va avoir un impact important. Elle est racontée dans Le Monde.
Tandis que Claude reste à Fresnes, Ginette est transférée à la maison centrale de Haguenau le 14 avril 1955. Elle y travaille, comme les autres détenues. Malgré la distance et les formalités compliquées, sa mère Germaine lui rend visite le 26 avril. La cassation de son premier jugement lui est signifiée le 24 mai et elle est transférée deux jours après à la prison de Versailles, puisque le nouveau procès doit se tenir devant cette cour d'assises.
Le nouveau procès devant la cour d'assises de Seine-et-Oise, à Versailles, a lieu le 7 juillet 1955. Les grands journaux, Le Parisien, L'Aurore, Combat, France-Soir, Le Monde, couvrent l'audience, parce que l'affaire Bac est en train d'entrer dans le registre des faits de société. L'opinion publique devient plus sensible aux questions de contraception et le nouveau procès n'est pas seulement celui de Claude et Ginette Bac mais devient celui de la loi de 1920.

### Second procès
Germaine Malvêtu et Léonie Bac viennent pour la seconde fois témoigner, chacune en faveur de son enfant, rejetant la responsabilité sur l'autre. Le commissaire de police Georges Dauvergne décrit à nouveau la saleté de l'appartement et l'état de santé de l'enfant. Le témoignage du psychiatre Paul Gouriou plaide pour Ginette. Il dit son remords de ne pas l'avoir fait interner dans un service psychiatrique au moment du premier procès et il affirme : « Si elle avait été riche, nul doute qu'on l'aurait soignée et qu'on l'aurait envoyée dans une maison de santé. Mais comme c'était une femme d'ouvrier, on ne s'est pas beaucoup occupé d'elle ».
Marie-Andrée Lagroua Weill-Hallé vient également témoigner. Elle donne, selon Le Parisien, « une sorte de conférence sur les conséquences des nombreuses maternités », s'appuyant en fait sur la communication qu'elle a faite en mars à l'Académie des sciences morales et politiques. Selon France-Soir, elle part de l'épuisement de l'accusée à cause de ses grossesses rapprochées puis décrit comment, dans différents pays étrangers, des centres de conseils existent pour les jeunes ménages, pour favoriser la maternité volontaire (sous-entendu, la contraception). Sans le dire expressément, elle incrimine la loi, qui, en France, interdit la publicité pour la contraception et maintient les couples dans l'ignorance,,. Odile Flory, devenue l'avocate des deux époux, plaide l'infirmité de Ginette, la carence des services sociaux et la négligence de la part des époux Bac.
Le jury, composé de cinq hommes et d'une femme, les déclare « coupables d'avoir à Saint-Ouen, en 1952 et en 1953, par maladresse, imprudence, inattentions et négligences, été involontairement la cause de la mort de leur fille Danielle ». Toute intention homicide ou tortionnaire est écartée. Ils sont condamnés à deux ans de prison, durée qui correspond à la période de détention qu'ils ont déjà effectuée. Le 7 juillet 1955 au soir, ils sortent libres de la cour d'assises.
Claude et Ginette Bac reviennent ensuite dans leur ville de Saint-Ouen. En 1966, ils ont un sixième enfant, Bernard. Claude Bac meurt le 17 août 1991 à Créteil,. Ginette a encore un fils, Marc Heberih (1962-1991), avec Boudjema Heberih. Elle meurt le 25 janvier 2009 à Sevran et est enterrée au cimetière municipal de Saint-Ouen.

### Fondation de la Maternité heureuse
Après le procès des époux Bac, Marie-André Lagroua Weill-Hallé poursuit son combat. En octobre 1955, elle intervient devant le premier congrès international de morale médicale, qui rassemble 450 congressistes de 26 pays, surtout des médecins mais aussi des autorités religieuses. Elle est l'une des rares femmes à intervenir. Elle revient sur l'affaire Bac pour évoquer le drame des naissances rapprochées et demande une « atténuation de la loi sur les anticonceptionnels » et une « politique d'éducation de la jeunesse et des familles en matière de sexologie et de planification de la famille ». Elle a le sentiment que cette intervention est un échec.
Marie-André Lagroua Weill-Hallé et son époux décident donc de s'adresser directement à l'opinion publique par une campagne de presse lancée par le journaliste Jacques Derogy, qui publie en octobre 1955 une série d'articles dans Libération, reprenant notamment l'affaire Bac. Le débat sur la contraception et l'avortement est ouvert, relayé immédiatement par France-Observateur. Jacques Derogy tire de ses articles un livre, intitulé Des enfants malgré nous, publié aux éditions de Minuit dès février 1956,,,. À propos de l'affaire Bac, il note : 

« Il ne manque rien à ce drame familial : épuisement de la mère, incompréhension du mari qui décide d'abandonner sa femme si elle est de nouveau enceinte, et qui se contente de lui reprocher durement la mauvaise tenue de la maison, incompréhension de l'entourage, des parents, qui, eux aussi, reprochent et accablent un peu plus la jeune femme ; incompréhension même des services sociaux qui n'ont rien remarqué,. »

Le 8 mars 1956, Évelyne Sullerot, Marie-André Lagroua Weill-Hallé et des femmes de la grande bourgeoisie recrutées grâce au réseau de Benjamin Weill-Hallé fondent l'association la Maternité heureuse, nom choisi par prudence au lieu de l'idée initiale de « Maternité volontaire » et qui  deviendra plus tard le Planning familial,,,,.
Le procès des époux Bac en 1954-1955 est utilisé par Marie-André Lagroua Weill-Hallé pour affirmer la nécessité d'autoriser la contraception, un peu comme le procès de Bobigny en 1972 permettra à Gisèle Halimi de mettre en avant le combat pour l'IVG, mais l'écho médiatique des deux affaires n'est pas comparable : il est beaucoup plus important pour la seconde.

#### Textes contemporains de l'affaire Bac
- Marie-André Lagroua Weill-Hallé, « Le contrôle des naissances et la loi française de 1920 », La Semaine médicale, supplément de la Semaine des Hôpitaux,‎ 22 mars 1953, p. 152.
- Marie-André Lagroua Weill-Hallé, « Considérations sur la "maternité volontaire », Revue des Travaux de l'Académie des Sciences morales et politiques et Compte rendus de séances,‎ 1955, p. 85-90.
- Jacques Derogy (préf. Dr Marie-Andrée Lagroua Weill-Hallé), Des enfants malgré nous, Paris, Éditions de Minuit, 1956, 255 p.

#### Études historiques
- Bibia Pavard, Si je veux, quand je veux : Contraception et avortement dans la société française (1956-1979), Rennes, Presses universitaires de Rennes, coll. « Archives du féminisme », 2012, 358 p. (ISBN 9782753520264).
- Danièle Voldman et Annette Wieviorka, Tristes grossesses : L'affaire des époux Bac, 1953-1956, Paris, Éditions du Seuil, coll. « Points / Histoire » (no 563), 2020, 2e éd. (1re éd. 2019), 153 p. (ISBN 978-2-7578-8427-0).